# Tipula unicornis
Tipula unicornis är en tvåvingeart som beskrevs av Günther Theischinger 1977. Tipula unicornis ingår i släktet Tipula och familjen storharkrankar. Inga underarter finns listade i Catalogue of Life.